# مدرسة الحاج سلطان العلماء
مدرسة الحاج سلطان العلماء (بالفارسية: مدرسه حاج سلطان العلماء) هي مدرسة تاريخية تعود إلى القاجاريون، وتقع في كاشمر. وتم تسجيل هذه المدرسة في 26 يونيو 2005 مع رقم تسجيل 11929 باعتباره أحد التراث الوطني الإيراني.

## معلومة
مدرسة الحاج سلطان العلماء هي مدرسة إسلامية لها طابق نصفي مركزي، وتحيط بها من أربع جهات غرف من طابقين وشرفتين شمالي وجنوبي، وتضم 40 غرفة لطلاب العلم الديني، وهي إحدى المدارس الدينية المعروفة في محافظة خراسان الرضوية. وبحسب وكالة مهر للأنباء، فقد تعرض جزء من هذا المبنى في 23 يوليو 2013م للتلف.